# 마이클 C. 홀
마이클 C. 홀(Michael C. Hall, 1971년 12월 7일 ~ )은 미국의 배우이다. 쇼타임 드라마 《덱스터》(2006-13)의 덱스터 모건 역으로 알려졌다. 《덱스터》의 연기로 미국 배우 조합상, 골든 글로브상, 새턴상, 새틀라이트상의 텔레비전 드라마 부문 남우주연상을 수상했다.

## 출연 작품
- 페이첵 (2003)
- 게이머 (2009)
- 킬 유어 달링 (2013)
- 콜드 인 줄라이 (2014)
- 저스티스 리그: 신들과 괴물들 (2015) - 목소리
- 크리스틴 (2016)
- 백악관을 무너뜨린 사나이 (2017)
- 게임 나이트 (2018)
- 더 리포트 (2019)
- 문 섀도우 (2019) - 홀트 역

### 드라마
- 애즈 더 월드 턴즈 (1999)
- 식스 핏 언더 (2001-05)
- 덱스터 (2006-13)
- 프린세스 스타의 모험일기 (2015-19) - 목소리
- 더 크라운 (2017)